# Zurcaroh
Zurcaroh is een acrobatische showgroep gevestigd in Götzis (Oostenrijk) en geregisseerd door de Braziliaanse choreograaf Peterson da Cruz Hora.
De groep werd internationaal bekend nadat ze een 'Golden Buzzer' hadden gewonnen in het seizoen 2017 van France's Got Talent en opnieuw in seizoen 13 van America's Got Talent, waar ze tweede werden in het algemeen klassement.

## Geschiedenis
Peterson da Cruz Hora, een choreograaf uit São Paulo, richtte de groep oorspronkelijk op in 2007 in Brazilië. In 2009 besloot hij, nadat hij naar Oostenrijk was verhuisd, de groep daar met een lokale bemanning opnieuw op te richten. Hun eerste internationale optreden als Oostenrijkse groep vond plaats op de Wereld Gymnaestrada in 2011 in Lausanne (Zwitserland).